# Bifertenfirn
Bifertenfirn – lodowiec o długości 4 km (2005 r.) i powierzchni 2,81 km² (1973 r.).
Lodowiec jest położony w  Alpach Glarneńskich w kantonie Glarus w Szwajcarii.